# 神代駅 (長崎県)
神代駅（こうじろえき）は、長崎県雲仙市国見町神代乙にある島原鉄道島原鉄道線の駅である。「鍋島邸前」の副駅名が設定されている。

## 歴史
- 1912年（大正元年）10月10日：神代町駅（こうじろまちえき）として開設。
- 1970年（昭和45年）6月30日：貨物取扱廃止。
- 1971年（昭和46年）8月1日：業務委託駅化。
- 1987年（昭和62年）7月：駅舎新築[1]
- 2000年（平成12年）10月7日：業務委託廃止に伴い無人駅化[2]。
- 2019年（令和元年）10月1日：神代駅（こうじろえき）に改称、「鍋島邸前」の副駅名を設定[3]。

## 駅構造
相対式ホーム2面2線を有する地上駅。線路はほぼ東西に走り、駅舎は北側ホームのやや多比良町寄り、北側に接して置かれている。また、2つのホームは駅舎前から出ている構内踏切（遮断機・警報機無し）によって結ばれている。南側ホームには待合所が置かれており、構内踏切を挟んで駅舎と向かい合う。
駅舎内部には西郷方から順に駅事務室、待合所、トイレがある。無人駅であり、事務室の窓や集札口にはブラインドが下りている他、出札口はシャッターが下りたままの状態となっている。

### のりば
| のりば         | 路線        | 方向 | 行先             | 備考 |
| -------------- | ----------- | ---- | ---------------- | ---- |
| 駅舎側（北側） | ■島原鉄道線 | 下り | 島原・島原港方面 |      |
| 反対側（南側） | ■島原鉄道線 | 上り | 本諫早・諫早方面 |      |

※案内上ののりば番号は割り当てられていない。

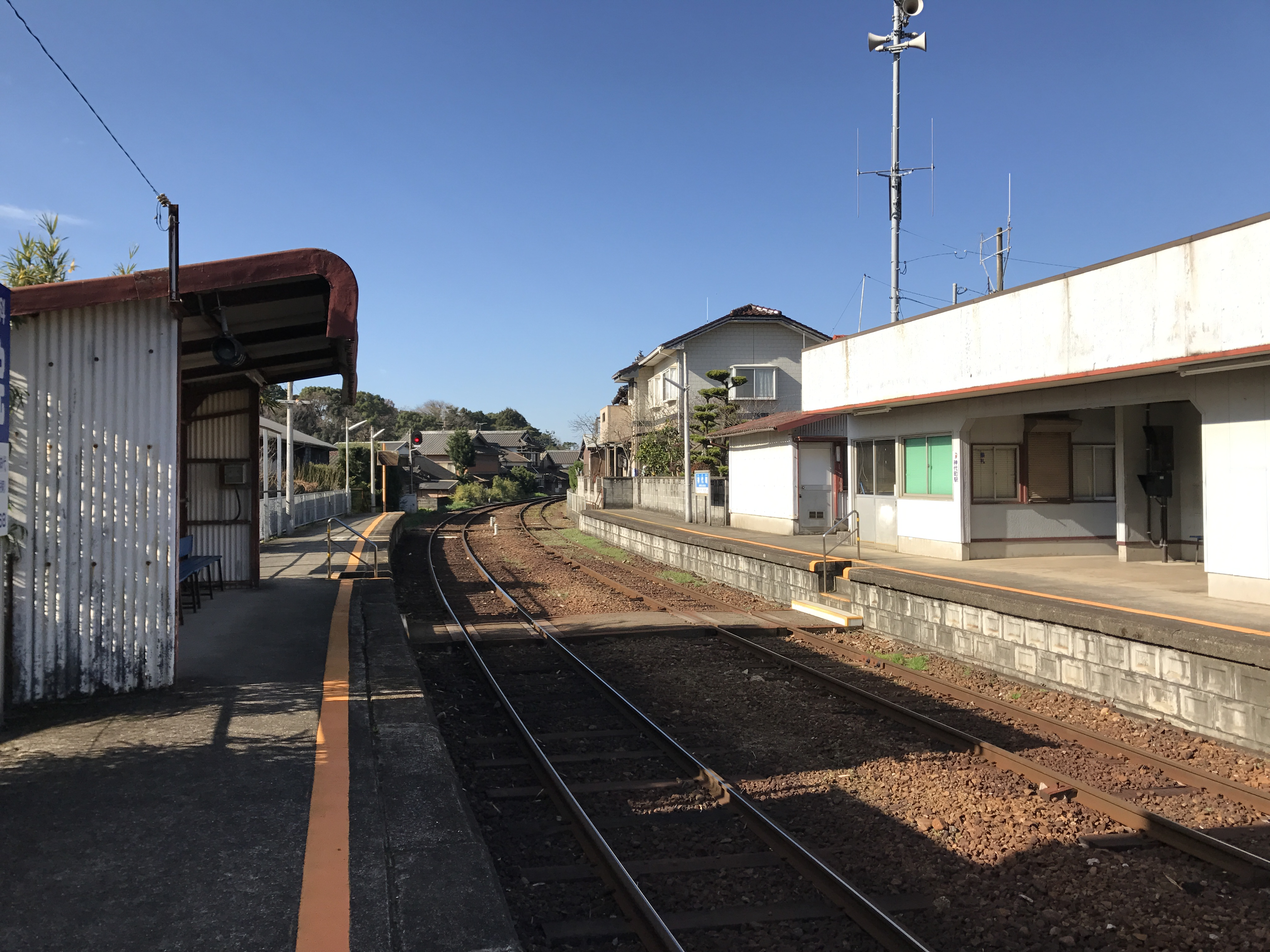
駅構内（画像奥が諫早方面）
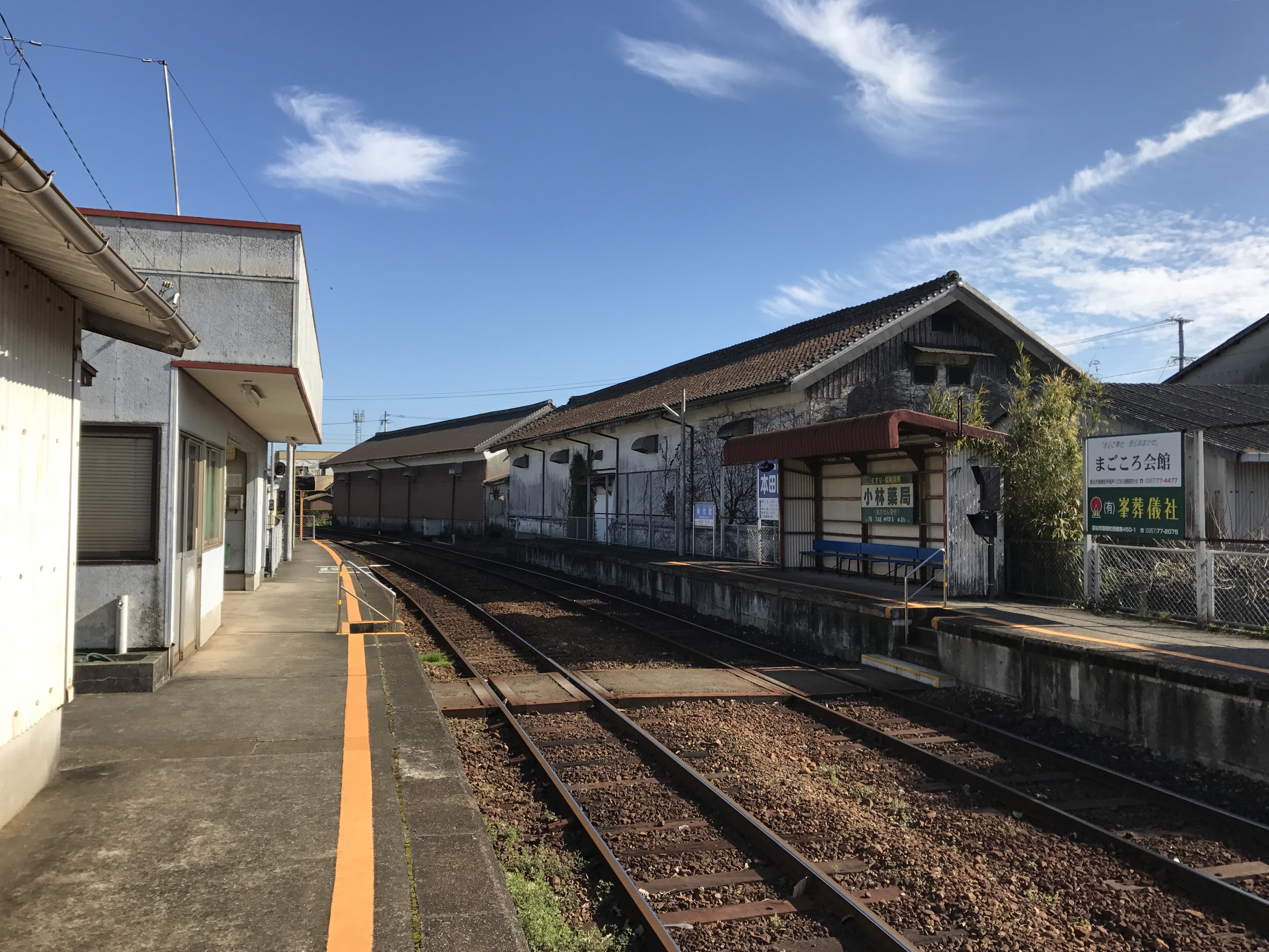
駅構内（画像奥が島原港方面）

## 利用状況
2018年度の年間乗車人員は24,399人、降車人員は21,500人であった。
近年の年間乗車人員、降車人員の推移は以下の通り。
| 年度               | 年間 乗車人員 | 年間 降車人員 |
| ------------------ | ------------- | ------------- |
| 2000年（平成12年） | 51,898        | 51,120        |
| 2001年（平成13年） | 51,988        | 53,487        |
| 2002年（平成14年） | 45,988        | 48,014        |
| 2003年（平成15年） | 46,517        | 47,599        |
| 2004年（平成16年） | 43,148        | 43,071        |
| 2005年（平成17年） | 42,964        | 43,227        |
| 2006年（平成18年） | 34,715        | 36,765        |
| 2007年（平成19年） | 32,652        | 34,512        |
| 2008年（平成20年） | 30,924        | 36,731        |
| 2009年（平成21年） | 30,644        | 34,335        |
| 2010年（平成22年） | 29,775        | 32,603        |
| 2011年（平成23年） | 29,540        | 32,783        |
| 2012年（平成24年） | 29,031        | 30,844        |
| 2013年（平成25年） | 29,581        | 31,665        |
| 2014年（平成26年） | 30,218        | 31,716        |
| 2015年（平成27年） | 31,347        | 33,037        |
| 2016年（平成28年） | 28,671        | 28,165        |
| 2017年（平成29年） | 28,980        | 26,498        |
| 2018年（平成30年） | 24,399        | 21,500        |

## 駅周辺
駅の北から海の近くを走る国道251号沿いにかけて市街地が広がっており、商店なども多い。

### 公共施設
駅の南東側
- 島原雲仙農業協同組合神代支店
- 雲仙市立神代小学校

北東の国道沿い
- 雲仙警察署雲仙北交番（旧国見警察署）

### 史跡・観光名所等
- 鶴亀城跡
- 神代小路地区（重要伝統的建造物群保存地区）
  - 鍋島邸 (国見神代小路歴史文化公園鍋島邸)
- 淡島神社
- 長浜海水浴場

## 隣の駅
島原鉄道
■島原鉄道線
西郷駅 - 神代駅 - 多比良駅